# 緋聞
緋聞（英語：Gossip）常指情愛、婚姻或性事方面的傳聞。「緋」字本義是「紅色」，在華人地區有喜慶的含意，引申為情愛之義，緋聞不一定是醜聞。桃色新聞或粉紅色新聞（英語：Peach news）是指不正當情愛關係的報導，實用中接近“緋聞”。由於不少社會傳統對戀愛交往有一定的禁忌和限制，因此情愛常成為茶餘飯後的話題，在任何社交圈層均可能產生緋聞。

## 歷史
古汉语中「緋」字本義是「紅色」，在華人地區有喜慶的含意，引申為情愛之義。

## 各界

### 學校
緋聞在學校裡常指同學之間互相傾慕，但未必符合實情，甚至當事人彼此之間不熟稔或無甚接觸。這類緋聞或令當事人尷尬，而談論者則從開別人玩笑中感受到樂趣。

### 辦公室
在辦公室政治裡，緋聞除了是茶餘飯後的閒聊話題之外，還可以用作抹黑或攻擊對手的工具。由於有些人認為戀愛會影響工作，而辦公室戀愛又可能造成工作上的利益衝突，因此緋聞當事人的事業發展可能會受到影響。

### 演藝界
緋聞在娛樂圈常被用作宣傳工具，為流行文化中的現實藝人配對，引發觀眾聯想，即爲八卦新闻。緋聞分為正面與負面兩種，未必真實，也未必純屬虛構。例如某電視劇熱播，一對單身的主角拍劇日久生情，受到視迷祝福。但已婚或已有穩定伴侶的藝人與他人傳出緋聞，常會令家庭觀眾反感，導致當事人被冷處理等，例如香港許志安與黃心穎出軌事件。

### 政界
政治人物的緋聞如涉及政治、經濟的利益關係，常會被人質疑有利益輸送。已婚的政治人物與其他人傳出緋聞，可能會變成性醜聞，例如美國克林頓總統的萊温斯基醜聞。公眾人物或會有「人言可畏」的壓力，緋聞甚至引發自殺。

## 參见
- 醜聞
- 外遇